# スタニスワフ・コニェツポルスキ

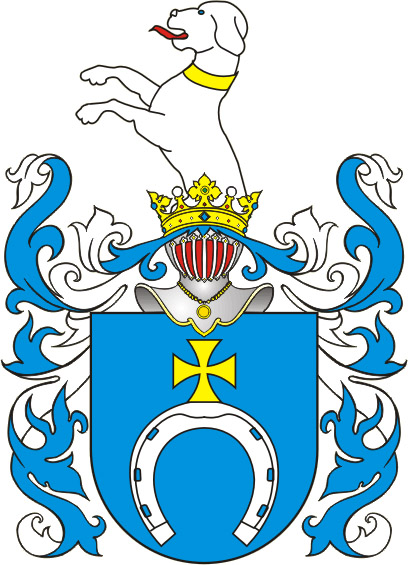
コニェツポルスキ家の紋章

スタニスワフ・コニェツポルスキ（Stanisław Koniecpolski, 1591年 - 1646年3月11日）は、ポーランド・リトアニア共和国の大貴族（マグナート）でありヘトマン（事実上の最高司令官）。

## 生涯
軍人としてのキャリアはロシア・ポーランド戦争に参戦することから始まった。1610年にリトアニア大ヘトマンのヤン・カロル・ホトキェヴィチの軍に入隊、モスクワのクレムリンに籠城しているポーランド守備隊への補給作戦に加わった。1612年から師であり舅であり王冠領野戦ヘトマンであるスタニスワフ・ジュウキェフスキ（のちに王冠領大ヘトマンに昇進）の部下となり、1623年からはオスマン帝国などを相手に南方で活躍した。1626年にスウェーデン・ポーランド戦争へ招集されると騎兵と銃兵と砲兵を巧みに組み合わせた機動戦、および共和国連合艦隊の創設によってスウェーデンの進撃を食い止め、「北方の獅子」ことグスタフ2世アドルフには数多くの敗北と2度の重傷を負わせた。
コニェツポルスキは軍師としての才能に特に秀でており、戦った相手の長所を積極的に取り入れ、敵国オスマン・トルコ、ロシア、スウェーデンの軍制を研究・分析して自軍の火力増強なども行った。彼の指揮下の有翼重騎兵団フサリアはあらゆる戦いで無敗であり、さらに彼が創設した共和国連合艦隊は当時のスウェーデン海軍を撃破した（グスタフ2世アドルフが出来たことは、停泊中の艦船を陸軍で奇襲して沿岸から撤退させたことぐらいであったが、戦争自体が防衛戦争であったため、ポーランド連合艦隊はその後発展してバルト海海域に勢力を拡大することはなかった。また、ポーランド国会であるセイムもそういった拡大予算を承認しなかった。しかし、もし財政に余裕があり、予算が承認されていれば、スウェーデンによるバルト海制覇は無きに等しかったと言え、先見の明があったコニェツポルスキによる軍政改革がもし実行されていれば、ポーランドは近代化され、後の周辺諸国による侵略も容易には行い得なかったと言える）。また巧みな外交術で神聖ローマ帝国の支援を取り付けて兵や機器を借り受け、最後の決戦・プツクの戦いにおいてスウェーデンに対して決定的な勝利を収めた。グスタフ2世アドルフにとって、コニェツポルスキは戦闘で全く刃が立たず毎度返り討ちに遭わされた唯一の敵将であった。グスタフ2世アドルフは、圧倒的な戦闘力と機動力を誇るポーランド騎兵軍団（有翼重騎兵軍団であるフサリアと、リプカ・タタール人軽騎兵軍団、およびポーランド登録コサック軽騎兵軍団）を擁するコニェツポルスキに対して大量の傭兵投入戦術による雪辱を期していたが、最終的にはコニェツポルスキの返り討ちによる自軍壊滅と自身の戦死による不測の事態を恐れ、戦闘継続を断念して実を取ることを優先せざるを得なくなった（グスタフ2世アドルフにとって残軍と傭兵再雇用による戦争継続は不可能ではなかったが、自身の生存優先とポーランド戦役での潮時、そして三十年戦争参戦のため、休戦を決断した）。
しかし、コニェツポルスキは軍人であり有能な政治家ではあったもののあくまでポーランド議会の代表者であり、ポーランド君主ではなかった。それに対し一国の君主で自国の外交政策を思うがままに決定できるグスタフ2世アドルフは戦争終結にフランスの介入によるスウェーデン優位の調停を導き出し、外交的な勝利を得られることとなった。コニェツポルスキは優れた将官であり、ポーランドを守った英雄でもあったが、絶対王政による迅速な外交戦術でヨーロッパ諸国と渡り合うグスタフ2世アドルフのような絶対君主と、制限的ながらも民主主義的な国家ポーランドにおいて国会に対し説明責任を果たす義務を持ち、国家の重要事項の決定においては常に国会の承認を必要とする軍司令官では、当時のヨーロッパにおける政治力の差は歴然であった。ポーランドの君主権が強力であったならば、他国との交渉も迅速に進み、戦闘のみならず外交にも完全勝利することも可能であったが、君主と軍司令官ではその差は歴然であった。グスタフ2世アドルフは、戦闘での屈辱を外交によって払ったのである。こうしたことは、後の大洪水時代においても同様であり、貴族共和制の弱点を突かれたと言える。コニェツポルスキが共和国内に分断して駐留するスウェーデン軍全てを各個撃破する前に戦争は事実上終結してしまい、セイムも財政上の懸念から和議に応じてしまったため、彼はスウェーデン軍によって奪われた領土を完全に奪還するまでには至らなかった。
その後も1634年にはウクライナのカミェニェツ＝ポドルスキでオスマン帝国を、他にも生涯において幾度となくコサックやクリミア・タタールの侵入を防いでいる。

## 人物
最初の妻でジュウキェフスキの娘カタジナが1615年に男子を残さずに亡くなるとスタニスワフ・ルボミルスキの妹に当たるクルィスティナと再婚、1620年にクルィスティナとの間に息子のアレクサンデルを儲けたが、1645年にクルィスティナが亡くなると翌1646年にクシシュトフ・オパリンスキの妹に当たる16歳のゾフィアと再婚した。それからコニェツポルスキは新婚2か月目に50代半ばで急死したが、男子を残そうと子作りのために何らかの強壮剤を常用し心臓麻痺という事故を起したのではないかとする説が同時代のヨアヒム・イェルリチによって提起されている。

## 書目
- Podhorodecki, Leszek (1978). Stanisław Koniecpolski ok. 1592–1646. Wydawnictwo Ministerstwa Obrony Narodowej. ISBN B0000E946H.
- Kądziela, Łukasz (1995). Hetmani Rzeczypospolitej Obojga Narodów. Wydawn. Bellona. ISBN 978-83-11-08275-5
- Koniecpolski, Stanisław (2005). Korespondencja Stanisława Koniecpolskiego hetmana wielkiego koronnego 1632-1646. Societas Vistulana. ISBN 978-83-88385-38-4
- Przyłecki, Stanisław (1842). Pamiętniki o Koniecpolskich: przyczynek do dziejów polskich XVII. wieku. Nakł. L. Rzewuskiego